# Рона
Ро́на (фр. Rhône, [ʁon] алем. нем. Rotten, окс. Ròse, франкопров. Rôno) или Рода́н (лат. Rhodanus, романш. Rodan, итал. Rodano) — река в Швейцарии и Франции.
Длина реки — 812 км (из них 545 — по территории Франции), площадь бассейна — 95 590 км². Средний расход воды — 1780 м³/с, что является одним из наибольших показателей у рек Средиземноморья.

## Общая информация
Исток реки находится в Швейцарском кантоне Вале на Ронском леднике в Лепонтинских Альпах, на высоте 1753 м. Поначалу Рона течёт главным образом на юго-запад, протекая в верховье через Женевское озеро, затем, миновав Лион, поворачивает на юг, проходя через Ронскую низменность, достигает Лионского залива Средиземного моря. В устье образует дельту с двумя рукавами к западу от Марселя. Площадь дельты превышает 12 тыс. км².
У восточного устья реки Роны, чтобы облегчить кораблям въезд в реку, был построен Гаем Марием канал — Траншея Мариана (Fossae Mariana).

## Название и этимология
Название происходит от Родан (лат. Rhodanus). На галльском река называлась *Rodonos или *Rotonos (от праиндоевропейского корня *ret- «бежать, катиться»).
Река представляется в образе своенравного мифического мужчины по имени Рон.
Река Сона впадает в Рону у порта Лион и считается спокойной, более покладистой рекой. Эта река представлена мифической женщиной по имени Сона.
Рон и Сона, как мужчина и женщина, часто изображаются французами в скульптурах на памятниках, мостах и у прочих зданий вместе (особенно в Лионе), в том числе на одном из мостов через реку.

## Притоки Роны
Основные притоки Роны:
- Эн (правые)
- Сона (правые), с Ду (левые)
- Ардеш (правые)
- Гардон (правые)
- Дюранс (левые), с Вердон (левые)
- Изер (левые)
- Дром (левые)

## Города на Роне
На берегах Роны расположены города: Бриг, Сьон, Мартиньи, Женева (в Швейцарии), Лион, Валанс, Монтелимар, Авиньон, Арль (во Франции).

## Судоходная Рона
Река Рона от порта Лион, от слияния рек Сона до порта Сент-Луи-ду-Рон является судоходной частью реки для речных и небольших морских судов: от Лиона до Арля проводятся суда, в том числе и морские суда, с осадкой 3,20 метра (иногда проводятся суда с осадкой 3,26 метра); от порта Арль до Порт Сант Луи ду Рон глубины 4 метра позволяют проводить суда с большей осадкой.
Расстояние от уровня реки до самого низкого моста на судоходной Роне — 5,96 метра. «Air draft», или «воздушная осадка» судна (максимальное возвышение судна над уровнем воды в реке) должна быть на 10 сантиметров (как минимум) меньше (обычно 5,85 см).
Судоходной река стала благодаря построенной системе шлюзов и обводных каналов реки Рона.
Всего 13 шлюзов, которые постепенно поднимают суда от уровня моря до отметки 162 метра выше уровня моря (порт Лион). Большинство шлюзов Роны совместно с плотинами (дамбами) и исполняют роль мостов через реку или канал. Шлюз Порт Сант Луи находится у города Порт Сант Луи ду Рон и связывает судоходную реку Рона с каналом Порт Сант Луи, который имеет выход к Лионскому заливу в Средиземном море.
Выше Лиона по реке Рона могут подниматься только речные суда. Для таких судов судоходство возможно ниже устья реки Эн.
Рона и её притоки соединены каналами с Рейном, Мозелем, Маасом, Сеной, Луарой. В обход дельты Роны проведён канал от Арля до Марселя.

### Список шлюзов реки Рона от Лиона до выхода в Средиземное море
| Название шлюза (даты постройки шлюза) | Расстояние от Лиона до шлюза (УКВ каналы связи для навигации) | Высота от уровня моря, на которую шлюз поднимает суда | Глубина шлюза | Вид на шлюз с юга | Вид внутри шлюза | Вид на шлюз с севера |
| ------------------------------------- | ------------------------------------------------------------- | ----------------------------------------------------- | ------------- | ----------------- | ---------------- | -------------------- |
| Peierre-Beuite                        | 4 км                                                          | 162 м                                                 |               |                   |                  |                      |
| Vargis                                | 34 км                                                         |                                                       |               |                   |                  |                      |
| Sablous                               | 60 км                                                         |                                                       |               |                   |                  |                      |
| Gervans                               | 86 км                                                         | 128,5 м                                               |               |                   |                  |                      |
| Bourg les Valence                     | 106 км                                                        |                                                       |               |                   |                  |                      |
| Beauchastel                           | 123 км                                                        |                                                       |               |                   |                  |                      |
| Logis Neuf                            | 142 км                                                        |                                                       |               |                   |                  |                      |
| Chateauneuf                           | 164 км                                                        |                                                       |               |                   |                  |                      |
| Bollene                               | 189 км                                                        |                                                       |               |                   |                  |                      |
| Caderousse                            | 215 км                                                        |                                                       |               |                   |                  |                      |
| d’Avignon                             | 234 км                                                        |                                                       |               |                   |                  |                      |
| Beaucaire                             | 265 км                                                        | 16 м                                                  | 3,26 м        |                   |                  |                      |
| Port Saint-Louis                      | 323 км                                                        |                                                       | 4 м           |                   |                  |                      |

## Мосты и паромные переправы Роны
Сама река является транспортной артерией Франции. Этот водный путь пересекает множество железнодорожных и автомобильных дорог, мостов. До сих пор осталось несколько паромных переправ.
Мосты через Рону — украшение реки, особенно в рождественские и новогодние дни, когда часть мостов и шлюзов освещены.
Большинство шлюзов Роны совместно с плотинами (дамбами) исполняют роль мостов через реку или канал.

## Рона и электроэнергия
Это один из источников получения электроэнергии для населённых пунктов и предприятий, расположившихся вдоль реки.
На Роне построен каскад ГЭС.
Вдоль берегов Роны и её притоков стоят АЭС и центры по изучению атомной энергетики.
АЭС «Маркуль» — первая атомная электростанция Франции, была запущена в эксплуатацию в 1956 году. Последний реактор «Феникс» был закрыт в 2010 году.
Вдоль реки установлены ветряные электростанции.

## Промышленные предприятия Роны
Разновидность и количество промышленных предприятий вдоль Роны огромно.

### Порты Роны
Часто порт или причал на реке носит имя рядом находящегося города, кантона или деревни. Но не всегда порт расположен в черте города.

## Экология и радиоактивное загрязнение
Реку Рона и её приток Сона обслуживают, оснащают и укрепляют берега разные компании. На реке Сона взяли за правило не укреплять берега бетоном и цементом, а также поменьше использовать камней для укрепления берегов.
У берегов Роны много атомных электростанций и предприятий, загрязняющих окружающую среду. В связи с аварийным сбросом с атомных электростанций, лов рыбы в реке Рона южнее Лиона запрещён и карается штрафом в южной части реки.
Вечером 8 июля 2008 года на ядерной электростанции и центре переработки ядерных отходов в 40 км от Авиньона произошёл разлив 30 кубометров жидкости с необогащённым ураном. Жидкость попала в две близлежащие реки. Власти скрывали происшествие от населения около 12 часов, после чего призвали не пить воду из рек и не есть пойманную там рыбу.
12 сентября 2011 года на АЭС «Маркуль» во Франции произошёл взрыв. Как минимум один человек погиб, четверо пострадали и ещё один пропал без вести. ЧП произошло в 13:45 по московскому времени. Взорвалась одна из печей на площадке для хранения радиоактивных отходов. На территории АЭС возник пожар.

## Сельскохозяйственная Рона
Сельскохозяйственное значение Роны разнообразно. Река и её каналы орошают земли. Виноградники Роны — отдельная экскурсионная программа с посещением дегустационных залов. Апелласьон Долина Роны (фр. Côtes du Rhône) является контролируемым по месту происхождения (AOC). Пастбища вдоль реки используются для домашних животных.
Из-за сбросов атомных электростанций лов рыбы запрещён в южной части реки и карается большим штрафом. Не рекомендуется употреблять в пищу рыбу выловленную и в северной части реки до города Лиона.

## Культурно-исторические объекты Роны
Мосты, шлюзы, плотины, берега реки и каналов, промышленные предприятия, электростанции, виноградники с организованной для туристов дегустацией вин также являются туристическими объектами. Но это ещё не всё. Есть более привлекательные объекты туризма, которые можно разглядеть с круизного судна. Этими объектами являются замки, крепости, башни, церковные строения, монументы, памятники, приметные здания и тому подобное.